# Públio Cornélio Dolabela (cônsul em 55)
Públio Cornélio Dolabela (em latim: Publius Cornelius Dolabella) foi um senador romano da gente Cornélia nomeado cônsul sufecto para o nundínio de maio e junho de 55 com Lúcio Aneu Sêneca. Era filho de Públio Cornélio Dolabela, cônsul em 10, que ajudou muito sua carreira. Não há mais informações sobre ele.
Sérvio Cornélio Dolabela Petroniano, cônsul em 86, provavelmente era seu filho.